# Lasippa kuhasa
Lasippa kuhasa är en fjärilsart som beskrevs av De Nicéville 1886. Lasippa kuhasa ingår i släktet Lasippa och familjen praktfjärilar. Inga underarter finns listade i Catalogue of Life.